# Schouderluxatie
Een schouderluxatie is een luxatie of ontwrichting van een van de drie gewrichten die het schoudercomplex uitmaken. Deze luxatie kan optreden in de articulatio glenohumeralis, de articulatio acromioclavicularis en in de articulatio sternoclavicularis. De frequentste schouderluxatie gebeurt ter hoogte van de articulatio glenohumeralis die de verbinding vormt tussen het opperarmbeen (humerus) met het schouderblad.

## Luxatie van de articulatio glenohumeralis
Bij deze luxatie ligt de kop van de humerus (caput humeri) niet meer in de daarvoor voorziene kom. Deze gewrichtskom bestaat uit de cavitas glenoides van het schouderblad. Er bestaan twee vormen van deze luxatie; één waarbij de humeruskop naar voren verplaatst is, en één (zeldzamere vorm) waarbij de humeruskop naar achteren verplaatst is.

### Luxatie naar voren (anterieure luxatie)
Deze ontwrichting maakt 95% van de schouderluxaties uit en is dus de meest frequente vorm. Bovendien is het deze vorm die mensen doorgaans associëren met een schouderontwrichting. De kop van de humerus is hierbij naar voren verplaatst. De frequentste vorm waarbij de humeruskop zich voor het glenoïd en inferieur aan de processus coracoides bevindt wordt subcoracoïdaal genoemd. Bij ernstige gevallen kan de humeruskop meer naar mediaal verplaatst zijn. Hij bevindt zich dan onder het sleutelbeen, men spreekt dan van een subclaviculaire luxatie. In zeer zeldzame gevallen kan een intrathoracale of retroperitoneale luxatie optreden. De oorzaak is meestal te vinden in een val op de elleboog of een uitgestoken hand. Bij deze luxatie wordt de onderarm ondersteund door de andere hand en wordt de arm enigszins in abductiehouding gehouden. Verder heeft de patiënt veel pijn.

#### Diagnostiek
Bij de klinische inspectie valt een gewijzigde schoudercontour op: de schouder is aan de laterale zijde enigszins afgeplat en aan de voorzijde is een zwelling aanwezig. De patiënt presenteert zich met pijn en durft de arm niet bewegen. Ook passieve beweging, waarbij de arts een beweging in het gewricht induceert, is zeer pijnlijk en quasi onmogelijk door de reflectoire spierspanning die dit veroorzaakt.
Om zekerheid te verwerven is röntgenonderzoek geïndiceerd. Daarnaast kan men met röntgendiagnostiek eventuele verdere beschadigingen waarnemen van het glenoïd of een fractuur van het tuberculum majus. De projecties die bij schoudertrauma doorgaans genomen worden zijn een anteroposterieure, een scapulolaterale en een transaxillaire opname. Minimaal dienen er twee loodrecht op elkaar staande projecties genomen te worden. De anteroposterieure projectie toont de meeste afwijkingen aan. Met de andere projectie kunnen afwijkingen aangetoond worden die met de anteroposterieure projectie gemist worden.
Het is verder belangrijk de continuïteit van vaat- en zenuwstructuren te controleren. In sommige gevallen treedt ten gevolge van de luxatie een beschadiging op van de plexus brachialis en/of de nervus axillaris. Een beschadiging van de nervus axillaris kenmerkt zich door een gevoelloos gebied aan de laterale zijde van de schouder ter hoogte van de tuberositas deltoidica (ongeveer waar het bovenste derde deel van de bovenarm overgaat in het middelste derde deel).

#### Behandeling
Na de diagnosestelling is het belangrijk het gewricht te reponeren. Dit om verdere oprekking te voorkomen of te verhinderen dat zenuw- en vaatstructuren beschadigd raken. Tijdens deze procedure is het belangrijk voorzichtig te werk te gaan, teneinde geen schade te veroorzaken aan deze structuren. Om de repositie te doen slagen is het belangrijk dat de spieren ontspannen zijn, zodat het gewricht weer in de kom verplaatst kan worden. Men kan deze procedure vergemakkelijken door toediening van spierrelaxantia en pijnstilling. In de gevallen waarbij deze procedure faalt kan men druk uitoefenen op de humeruskop zelf. Er zijn vier frequent gebruikte repositietechnieken:
- Methode volgens Hippocrates: De repositie vindt plaats door het uitoefenen van kracht in de lengterichting van de arm terwijl via de romp tegenkracht geboden wordt. Hiertoe slaat men een doek rond de romp en trekt men van de onaangedane zijde. Na enige tijd verslappen de spieren en "klikt" het gewricht in de kom.
- Methode volgens Kocher: De patiënt zit of ligt op de rug. De arm wordt 90° gebogen en in exorotatie gebracht (75 à 90°), de punt van de elleboog wordt voorwaarts bewogen en geadduceerd. Wanneer de kop in de gewrichtskom neigt te gaan, wordt een endorotatie uitgevoerd[1].
- Methode volgens Stimson: Begonnen wordt met de patiënt in buikligging met ipsilaterale arm hangend naar de grond. Eventueel laat men de patiënt een gewicht ( 2 kg ) vasthouden. Na 10 minuten passief hangen, trekt de dokter mee. Hierbij reponeert de arm zich meestal.
- Methode volgens Milch: De aangedane arm wordt geëleveerd tot het maximum. Op het bovenste punt aangekomen wordt in de lengterichting van de arm getrokken.

Na de repositie wordt weer een röntgenopname gemaakt om beschadigde structuren op te sporen. Daarnaast dient men de neurologische functie te evalueren om eventuele beschadigingen van de nervus axillaris en de plexus brachialis op te sporen. Daarnaast wordt de polsslag, huidtemperatuur en capillary refill gecontroleerd aan hand en arm om vaatbeschadigingen uit te sluiten. Het belang van een röntgenopname na repositie situeert zich in het feit dat sommige complicaties makkelijker waargenomen kunnen worden na repositie (zoals bv. een impressiefractuur volgens Hill-Sachs).
Na succesvolle repositie vermindert de pijn meteen en kan de patiënt de schouder en arm weer bewegen. De arm wordt nadien gedurende 3 à 6 weken geïmmobiliseerd. De immobilisatie laat het gewricht tot rust komen zodat de beschadigde structuren zich kunnen herstellen.

#### Complicaties
- Recidiefluxatie: Ten gevolge van schouderinstabiliteit door de opgerekte structuren die de schouder normaal gezien op zijn plaats houden komen nieuwe luxaties relatief frequent voor.
- Hill-Sachs-laesie: Dit is een corticale depressie van de posterieure humeruskop. Dit letsel ontstaat ten gevolge van het krachtig stoten van de relatief zachte humeruskop tegen de anteroinferieure rand van het glenoïd. Bij 88% van de patiënten met recurrente luxaties wordt een Hill-Sachs-fractuur gerapporteerd. De prevalentie bij alle patiënten met een schouderdyslocatie wordt geschat op 35 à 76%.
- Laesie van Bankart: Dit is een letsel van het anterieure deel van het labrum dat de glenoïdale gewrichtskom omgeeft[2]. Het voorkomen van deze laesie is een indicatie voor chirurgisch ingrijpen.

### Luxatie naar achteren (posterieure luxatie)
Bij deze zeldzame schouderluxatie is de humeruskop naar achteren verplaatst. Vaak treedt deze luxatie op ten gevolge van een val op een gestrekte arm. Krachtige spiertrekkingen (convulsies) kunnen de kop van de humerus uit de gewrichtskom naar achteren trekken. De spieren die hiervoor verantwoordelijk zijn, zijn de musculus latissimus dorsi, de musculus pectoralis major en de musculus subscapularis. Deze spieren verzorgen endorotatie in het schoudergewricht. Een oorzaak van deze spiertrekkingen kan een epileptisch insult zijn, een diabetisch coma of elektrocutie. Een direct inwerkende kracht aan de voorzijde van de schouder veroorzaakt slechts zelden een luxatie naar achteren.

#### Diagnostiek
De diagnostiek van de luxatie naar achteren is moeilijker dan die bij de luxatie naar voren. Dit komt tot uiting in het hoog percentage gemiste diagnoses (tot 79%). Bovendien kan deze vorm van luxatie reeds langere tijd bestaan (zelfs maanden tot jaren). Door de verplaatste humeruskop is de voorzijde van de schouder enigszins afgevlakt en de achterzijde wat boller. De patiënt kan slechts zeer beperkt de arm in abductie brengen.
De röntgenopname beperkt zich tot bevestiging van de diagnose. Bovendien is het moeilijk een axillaire opname te maken door de bemoeilijkte abductiebeweging. Er wordt dan meestal gekozen voor een craniocaudale opname onder een hoek van 45°.

#### Behandeling
De repositie heeft meer kans op slagen wanneer deze gebeurt in aansluiting met het trauma. Wanneer een luxatie langer bestaat (enkele weken) is het moeilijker de humeruskop op zijn plaats te krijgen. Deze toestand noopt tot chirurgisch ingrijpen. Wanneer de luxatie reeds zeer lang bestaat zijn er structurele veranderingen opgetreden aan het gewrichtskapsel, het kraakbeen en de gewrichtskop. Het reponeren van het gewricht leidt dan niet steeds tot een functionele verbetering. Wanneer er geen pijn is en slechts beperkt functieverlies ten gevolge van een langer bestaande schouderluxatie naar achter, besluit men vaak de luxatie te laten bestaan.

#### Complicaties
Bij de schouderluxatie naar achteren treden er in ongeveer de helft van de gevallen botletsels op van het glenoïd of de kleine tuberkel van de humerus.

### Terugkerende schouderluxaties (instabiele schouder)
Als de schouder eenmaal een keer uit de kom is geweest, kan er schade ontstaan in het gewricht. Door die schade kan de schouder in het vervolg makkelijker wéér uit de kom gaan. Dus ook zonder een echt ongeval. Bijvoorbeeld tijdens het jezelf uitrekken, of tijdens een jas aandoen. Je noemt dat dan een instabiele schouder. 

#### Oorzaken van terugkerende schouderluxaties
Er zijn verschillende vormen van schade, die ervoor kunnen zorgen dat de schouder in de toekomst steeds makkelijker uit de kom gaat:
- Scheur van het labrum van de schouderkom. Het labrum een soort zuignap, of bumper, rondom de schouderkom. En het raakt in meer dan 80% van de gevallen beschadigd na een eenmalige luxatie[5].
- Breuk of deuk van de schouderkom. Dat noem je ook wel een benige bankartlaesie. De schouderkom is normaal gesproken al relatief klein, maar door een benige bankartlaesie wordt de kom dus nóg kleiner.
- Een deuk in de schouderkop. Dat noem je ook wel een hill-sachsdefect.

Sommige mensen met terugkerende schouderluxaties hebben geen schade in het gewricht. Bij hen komt de instabiliteit vaak doordat ze overmatig soepel zijn in de schouderbanden. Ook wel hyperlaxiteit genoemd. 

#### Diagnostiek
Om de bovenstaande oorzaken van een instabiele schouder op te sporen, wordt vaak een CT-scan of MRI-scan gemaakt. Schade aan de botten kan op beide scans gezien worden. Schade aan het labrum kan alleen op een MRI met contrastvloeistof in het gewricht goed worden gezien. 

#### Behandeling
De behandeling van de instabiliteit hangt af van de oorzaak ervan. En van het risico dat de schouder in de toekomst uit de kom zal blijven gaan. 
Mensen met een instabiele schouder zonder schade behandelen we vaak met fysiotherapie. Het idee van de therapie is onder andere dat de spieren van de schouderkop (de rotatorenmanchetspieren) worden versterkt, waardoor de kop steviger in de kom wordt getrokken door die spieren. Het kan zeker 3 maanden, maar vaak ook 6 maanden duren voordat dit effect heeft. 
Als er wel schade in het gewricht is, kan een operatie deze schade herstellen en daarmee de schouder weer stabiel maken. Dat werkt goed bij ongeveer 8 tot 9 van de 10 mensen. De meest voorkomende operaties zijn een artroscopische Bankart repair en een latarjetprocedure. Na beide operaties moet de arm vaak 4 tot 6 weken in een mitella, en vanaf ongeveer 6 maanden mag men de sport weer hervatten.

##### Artroscopische Bankart repair
Dit is een 'kijkoperatie', waarbij er via kleine incisies wordt gewerkt. Het gescheurde labrum wordt weer op de schouderkom gehecht en het uitgerekte kapsel wordt tegelijkertijd strakker gezet ('capsular shift'). Als er een groot hill-sachsdefect is, kan dit direct worden opgevuld. Dat gebeurt met eigen peesweefsel, en je noemt het ook wel een 'remplissage'. 
Latarjetprocedure
Deze operatie gebeurt meestal via een wat grotere incisie. Het kommetje van de schouder wordt hierbij groter gemaakt met een extra stukje bot. Namelijk met het bot van de processus coracoideus. Dit bot wordt eerst afgezaagd, en later in de operatie met schroeven vastgezet op de rand van de schouderkom. Daardoor ontstaat dus een grotere schouderkom. Verder zorgt de korte bicepspees, die aan de processus coracoideus vastzit, voor extra stabiliteit aan de voorkant van het 'nieuwe' schoudergewricht.

## Luxatie van de articulatio acromioclavicularis
Bij een luxatie van de articulatio acromioclavicularis is er een dislocatie opgetreden tussen het sleutelbeen (clavicula) en het acromion van het schouderblad (=scapula). In de normale situatie bevindt zich tussen beide botstukken een ligament (het ligamentum acromioclaviculare). Verder wordt dit gewricht gestabiliseerd door het ligamentum coracoclaviculare dat bestaat uit het ligamentum conoides en het ligamentum trapezoides. Bij een luxatie van de articulatio acromioclavicularis is het ligamentum acromioclaviculare steeds aangedaan, het ligamentum coracoclaviculare kan eveneens aangedaan zijn. De mate waarin deze structuren aangedaan zijn vormt de basis voor de "indeling van Rockwood".

### Diagnostiek
De bewegingen in de articulatio acromioclavicularis zijn normaal gezien beperkt. Grote functionele veranderingen in de bewegingsuitslagen zijn dus niet te verwachten. Na het trauma is er sprake van pijn in de articulatio acromioclavicularis. Bij sommige types is een afwijkende stand waarneembaar van het sleutelbeen (clavicula). Het distale uiteinde van het sleutelbeen kan naar boven (Rockwood type III, IV en V) of naar beneden verplaatst zijn (Rockwood type VI). Wanneer het distale uiteinde naar boven verplaatst is kan men dit naar beneden drukken, dit is het zogeheten pianotoetsfenomeen.
| Rockwood type | Aangedane structuur                                                                |
| ------------- | ---------------------------------------------------------------------------------- |
| I             | acromioclaviculair gewrichtskapsel aangedaan, ligamentum acromioclaviculare intact |
| II            | ruptuur van ligamentum acromioclaviculare, ligamentum coracoclaviculare intact     |
| III           | ruptuur van ligamentum acromioclaviculare en ligamentum coracoclaviculare          |
| IV            | distaal einde clavicula steekt door musculus deltoides en ligt onderhuids          |
| V             | distaal uiteinde clavicula zeer ver naar boven verplaatst                          |
| VI            | distale uiteinde clavicula zeer ver naar beneden verplaatst, ligt subcoracoidaal)  |

### Behandeling
Bij Rockwood type I en II wordt rust en relatieve immobilisatie van het gewricht voorgeschreven. De relatieve immobilisatie kan plaatsvinden door middel van een mitella.
Bij Rockwood type III wordt in sommige gevallen een chirurgische correctie uitgevoerd. De resultaten hiervan zijn niet merkelijk beter dan niet-chirurgische interventie zoals bij type I en II.
Bij de ernstigere dislocaties (Rockwoord type IV, V en VI) is chirugisch ingrijpen noodzakelijk.

### Complicaties
Chronische problemen (luxaties en subluxaties) kunnen structurele veranderingen veroorzaken (artrose), die tot pijnklachten kunnen leiden.